# Kypello Ellados 1980-1981
La Coppa di Grecia 1980-1981 è stata la 39ª edizione del torneo. La competizione è terminata il 21 giugno 1981. L'Olympiacos ha vinto il trofeo per la diciassettesima volta, battendo in finale il PAOK.

## Primo turno
| Squadra 1          | Risultato         | Squadra 2            |
| ------------------ | ----------------- | -------------------- |
| GAS Veria          | 2 – 1             | Apollōn Smyrnīs      |
| Arīs Salonicco     | 3 – 0             | Pelopas Kiatou       |
| Kavala             | 1 – 0             | PAS Giannina         |
| Chalkis            | 1 – 3             | Olympiacos           |
| Apollōn Kalamarias | 2 – 2 (3 – 5 dtr) | Pandramaïkos         |
| Panaitōlikos       | 0 – 1             | Atromītos            |
| Agrotikos Asteras  | 2 – 0             | Īlisiakos            |
| Acharnaïkos        | 5 – 1             | Proodeftikī          |
| Makedonikos        | 1 – 1 (3 – 5 dtr) | Kastoria             |
| Elassona           | 4 – 1             | Patrasso             |
| Korinthos          | 1 – 1 (6 – 5 dtr) | Īraklīs              |
| Kallithea          | 1 – 0             | Naoussa              |
| AEK Atene          | 6 – 2             | Egaleo               |
| Olympiakos Volos   | 3 – 1             | Vyzas                |
| Panserraïkos       | 1 – 0 (dts)       | Larissa              |
| Irodotos           | 3 – 1             | Panelefsiniakos      |
| Panaigialeios      | 2 – 0             | Almopos Arideas      |
| Nikī Volo          | 1 – 1 (3 – 5 dtr) | PAOK                 |
| Diagoras           | 1 – 2 (dts)       | OFI Creta            |
| Panarkadikos       | 2 – 0             | Skoda Xanthi         |
| Eordaikos          | 1 – 0 (dts)       | Panachaïkī           |
| Olympiakos Liosia  | 0 – 1             | Doxa Dramas          |
| Paniōnios          | 5 – 0             | Panthrakikos         |
| Anagennīsī Epanomī | 0 – 1             | Trikala              |
| Fostiras           | 4 – 0             | Olympiakos Loutraki  |
| Ethnikos Pireo     | 0 – 0 (3 – 4 dtr) | Anagennīsī Giannitsa |
| Pierikos           | 1 – 0 (dts)       | Edessaïkos           |
| Ethnikos Asteras   | 2 – 1             | Odysseas Kordelio    |
| Rodos              | 1 – 2             | Panathīnaïkos        |

## Secondo turno
| Squadra 1        | Risultato         | Squadra 2            |
| ---------------- | ----------------- | -------------------- |
| Korinthos        | 3 – 1             | Panarkadikos         |
| Ethnikos Asteras | 2 – 1             | Kallithea            |
| Olympiacos       | 5 – 0             | Pierikos             |
| OFI Creta        | 3 – 0             | Agrotikos Asteras    |
| Elassona         | 2 – 4             | Doxa Dramas          |
| Eordaikos        | 1 – 1 (6 – 5 dtr) | Trikala              |
| Olympiakos Volos | 2 – 0             | Anagennīsī Giannitsa |
| Panathīnaïkos    | 3 – 0             | Panserraïkos         |
| GAS Veria        | 0 – 2             | PAOK                 |
| AEK Atene        | 2 – 0             | Kastoria             |
| Fostiras         | 0 – 1             | Pandramaïkos         |
| Irodotos         | 0 – 0 (2 – 4 dtr) | Panaigialeios        |
| Arīs Salonicco   | 5 – 1             | Acharnaïkos          |

Passano automaticamente il turno:
| Squadre   |
| --------- |
| Kavala    |
| Paniōnios |
| Atromītos |

## Ottavi di finale
| Squadra 1      | Totale      | Squadra 2        | Andata | Ritorno           |
| -------------- | ----------- | ---------------- | ------ | ----------------- |
| PAOK           | 4 - 2       | Olympiakos Volos | 2 – 1  | 2 - 1             |
| Arīs Salonicco | 2 - 0       | Atromītos        | 1 – 0  | 1 - 0             |
| Korinthos      | 2 - 2       | Kavala           | 2 – 0  | 0 - 2 (1 – 3 dtr) |
| Pandramaïkos   | 1 - 2       | Doxa Dramas      | 1 – 2  | 0 - 0             |
| Eordaikos      | 2 - 4       | Ethnikos Asteras | 2 – 2  | 0 - 2             |
| Panathīnaïkos  | 3 - 3 (gfc) | AEK Atene        | 3 – 2  | 0 - 1             |
| Olympiacos     | 2 - 0       | Paniōnios        | 0 – 0  | 2 - 0 (dts)       |
| Panaigialeios  | 1 - 1 (gfc) | OFI Creta        | 0 – 0  | 1 - 1             |

## Quarti di finale
| Squadra 1     | Totale | Squadra 2        | Andata | Ritorno |
| ------------- | ------ | ---------------- | ------ | ------- |
| AEK Atene     | 3 - 2  | Arīs Salonicco   | 2 – 2  | 1 - 0   |
| Kavala        | 0 - 2  | Olympiacos       | 0 – 0  | 0 - 2   |
| PAOK          | 8 - 2  | Ethnikos Asteras | 5 – 0  | 3 - 2   |
| Panaigialeios | 3 - 2  | Doxa Dramas      | 0 – 1  | 3 - 1   |

## Semifinali
| Squadra 1     | Totale | Squadra 2  | Andata | Ritorno |
| ------------- | ------ | ---------- | ------ | ------- |
| Panaigialeios | 1 - 6  | Olympiacos | 0 – 3  | 1 - 3   |
| PAOK          | 3 - 0  | AEK Atene  | 1 – 0  | 2 - 0   |

## Finale
| Arbitro: | Nikos Zlatanos (Salonicco) |

|                                                    |           |               |
| Damanakis 18’ (aut.) Orfanos 61’ Kousoulakis 90+2’ | Marcatori | 63’ Damanakis |